# Урейськ
Уре́йськ (рос. Урейск) — село у складі Акшинського району Забайкальського краю, Росія. Адміністративний центр Урейського сільського поселення.

## Населення
Населення — 995 осіб (2010; 1161 у 2002).
Національний склад (станом на 2002 рік):
- росіяни — 99 %